# Conus aureus
Conus aureus е вид охлюв от семейство Conidae. Видът не е застрашен от изчезване.

## Разпространение и местообитание
Разпространен е в Австралия (Западна Австралия, Куинсланд и Северна територия), Американска Самоа, Британска индоокеанска територия, Вануату, Виетнам, Гуам, Източен Тимор, Индонезия, Камбоджа, Кирибати, Китай (Гуандун, Гуанси, Джъдзян, Дзянсу, Ляонин, Фудзиен, Хайнан и Хъбей), Кокосови острови, Мавриций, Малайзия, Малдиви, Маршалови острови, Микронезия, Мозамбик, Науру, Ниуе, Нова Каледония, Остров Рождество, Острови Кук, Палау, Папуа Нова Гвинея, Параселски острови, Реюнион, Самоа, Северни Мариански острови, Сейшели, Сингапур, Соломонови острови, Острови Спратли, Тайланд, Тонга, Тувалу, Уолис и Футуна, Фиджи, Филипини, Френска Полинезия и Япония.
Обитава крайбрежията и пясъчните дъна на океани и рифове.